# Eugène Lefébure
Eugène Jean Baptiste Louis Joseph Lefébure, född 11 november 1838 i Prunoy, död 9 april 1908 i Alger, var en fransk egyptolog.
Lefébure ingick i det franska postverkets tjänst, där han 1876 avancerade till kassör i ett av staden Lilles distrikt.  År 1878 lämnade han denna befattning. Redan vid unga år hade han ägnat sig åt filologiska specialstudier, och dessa förde honom snart in på egyptologins område. Han utgav 1868 sitt första större egyptologiska arbete, Traduction comparée des hymnes du XV:e chapitre du rituel funéraire égyptien, en grundlig analys av solhymnerna i 15:e kapitlet av De dödas bok med begagnande av i Louvren tillgängliga dödspapyrer. Åren 1874–1875 utkom hans viktiga arbete Le mythe osirien.
Av Lefébures övriga arbeten är hans upplaga av Soutimes dödspapyrus ("Papyrus funéraire de Soutimes", 1877), utgiven tillsammans med Pierre-Paul Guieysse, och hans tolkning av inskrifterna på Seti I:s sarkofag särdeles förtjänstfulla. Han utgav för övrigt en mängd mindre, epokgörande uppsatser rörande egyptisk mytologi dels i sin lärare François Chabas "Mélanges égyptologiques", dels i franska och tyska facktidskrifter.
Lefébures huvudsakligaste verksamhetsfält var den egyptiska mytologin och folkloristiken, som han mer än någon annan fransk forskare visste föra framåt. År 1879 var han maître de conférences vid Collège de France i Paris, blev 1882 lärare vid universitetet i Lyon, var 1882–1883 föreståndare för den franska Mission archéologique i Kairo, återvände till Lyon och blev 1887 professor vid högskolan i Alger.
Av Lefébures senare arbeten märks två av honom publicerade avhandlingar om egyptiska kungagravar, Tombeau de Seti I, Tombeau de Ramses IV (1882–1889), publicerade i "Memoires de la Mission archéologique française au Caire", samt Rites égyptiens (1890). Sina sista år ägnade han huvudsakligen åt den svenska tidskriften "Sphinx" (viktiga bidrag till den egyptiska religionens historia).